# Hyphydrus maculifer
Hyphydrus maculifer är en skalbaggsart som beskrevs av Guignot 1959. Hyphydrus maculifer ingår i släktet Hyphydrus och familjen dykare. Inga underarter finns listade i Catalogue of Life.